# 安德烈娅·普罗斯克
安德烈娅·普罗斯克（英語：Andrea Proske，1986年6月27日—），加拿大女子赛艇运动员。她曾代表加拿大参加2020年夏季奥林匹克运动会赛艇比赛，获得女子八人单桨有舵手金牌。